# UC-15号潜艇
陛下之UC-15号艇是德意志帝国海军于第一次世界大战期间建造的其中一艘UC-I型近岸布雷潜艇或称U艇。它由不来梅的威悉船厂承建，于1915年5月19日新船下水，至6月28日交付使用。其全长33.99米，水面及水下排水量分别为168吨和182吨，艇载武器则包括六具水雷投放井以及一门8毫米口径机枪。UC-15号入役后曾被部署至驻君士坦丁堡的君士坦丁堡半区舰队，并参与了地中海潜艇战。通过其八次布雷巡逻，共间接致沉3艘协约国或中立国舰船，累计总吨位为1224吨。1916年11月7日之后，UC-15号以不明原因在蘇利納附近的多瑙河口失踪，艇内15名官兵全数被定性为阵亡。

## 设计
第一次世界大战爆发后，为配合欧洲大陆的战事，德意志帝国海军鱼雷监察局（Inspektion des Torpedowesens）于1914年9月向潜艇监察局（Inspektion des U-Bootwesens）提议，研制小型布雷潜艇用于在法国近岸水域实施水雷封锁。潜艇局随即完成了代号为“35a号工程”的设计方案，即UC-I型潜艇。有别于同时代的大多数潜艇类别，该型潜艇基本上采用单壳体；这意味着艇体全由耐压壳体构成，当中集成了用于下潜的潜水舱。这种结构类型是衍生自19世纪后期德国的第一艘实验性U艇，在当时实际上已显过时。
UC-15号是首批15艘UC-I型方案的最后一艘。这个亚型是基于同时开发的近岸作业潜艇UB-I型发展而来，但体积略大，全长为33.99米，并有3.06米的吃水深度；舷宽则同样限定在3.15米，以满足铁路运输所要求的装载限界。其水上和水下排水量分别为168吨和182吨。艇只搭载有一台功率为80匹公制馬力（59千瓦特）的奔驰制六缸四冲程柴油发动机用于水面运行，以及一台175匹公制馬力（129千瓦特）的西门子-舒克特电动发电机供水下运行；它们用以驱动一根单轴直径为1.08米长的三叶螺旋桨。该艇的潜航深度为50米。
UC-15号在水上的最高速度为6.49節（12.02每小時），在水下的最高航速则为5.67節（10.50每小時）。它可以5節（9.3每小時）的速度在水上巡航910海里（1,690），或以4節（7.4每小時）的速度在水下巡航50海里（93）。作为专用的布雷潜艇，该艇取消了鱼雷发射管，改为六具倾斜式水雷存储井，并可携带12枚UC120型水雷。布雷时只需将存储井底部的盖板打开，水雷便可凭借自身重量滑入水中。此外，在甲板上还配备有一挺8毫米口径机枪作为辅助武器。其标准船员编制为1名军官及13名水兵。

## 历史
UC-15号是由国家海军办公室作为C项战时订单（Kriegsauftrag C）的一部分，于1914年11月23日向不来梅的威悉船厂订购，建造编号为230。艇只于1915年1月28日动工、同年5月19日下水，至6月28日在首度担任艇长的海军中尉阿布雷希特·冯·德维茨的指挥下正式交付使用。与同型的大多数姊妹艇一样，UC-15号在完成海试后便从基尔通过铁路运往奥匈帝国军港普拉，继而被编入君士坦丁堡半区舰队。该艇自1915年11月成为部队内唯一的布雷潜艇，因其姊妹艇UC-13号此前意外搁浅，随后由船员自行摧毁。
在为期约一年半的服役生涯中，UC-15号在黑海沿岸的赫尔松、塞瓦斯托波尔、敖德萨和苏利纳等地附近海域完成了八次布雷巡逻。在此期间，共有俄罗斯的2艘商船和1艘军舰因撞上该艇布设的水雷而沉没，累计总吨位为1224吨。其中，排水量为350吨的俄罗斯帝国海军驱逐舰顽强号是1916年4月25日在塞瓦斯托波尔附近触雷沉没；而体积最大的受害者、容积总吨为762吨的客轮墨丘利号（Merkury）则是同年6月20日从奧恰基夫前往敖德萨的途中，在距敖德萨对开约13海里（24）处触雷沉没，造成多达272人罹难。
1916年11月，UC-15号被派往罗马尼亚苏利纳附近的多瑙河口执行布雷任务，从此失去联系，再未归航。这或许与与罗马尼亚鱼雷艇兹梅乌号的相遇造成的，后者指挥官当时报告在苏利纳附近袭击了一艘德国潜艇，后者再也没有返回其设于瓦尔纳的基地。所述潜艇只能是UC-15号，其推进系统大概率是在遭遇罗马尼亚鱼雷艇后被迫潜入浅水区后发生故障，艇内15名官兵全数被定性为阵亡。

## 袭击历史摘要
| 日期          | 船名           | 船籍           | 吨位 | 结局 |
| ------------- | -------------- | -------------- | ---- | ---- |
| 1916年4月25日 | 顽强号         | 俄罗斯帝国海军 | 350  | 击沉 |
| 1916年4月25日 | 胜利者圣乔治号 | 俄罗斯帝国     | 112  | 击沉 |
| 1916年6月20日 | 墨丘利号       | 俄罗斯帝国     | 762  | 击沉 |

## 脚注
1. ↑  Helgason, Guðmundur. . German and Austrian U-boats of World War I - Kaiserliche Marine - Uboat.net.   [2009-02-20].
2. ↑  Tarrant，第173頁.
3. 1 2 3 4  Gröner 1991，第30-31頁.
4. 1 2  Helgason, Guðmundur. . German and Austrian U-boats of World War I - Kaiserliche Marine - Uboat.net.   [2015-02-09].
5. ↑  Helgason, Guðmundur. . German and Austrian U-boats of World War I - Kaiserliche Marine - Uboat.net.   [2015-02-09].
6. ↑  陈进，第45頁.
7. 1 2  陈进，第46頁.
8. 1 2  NARS，第62頁.
9. ↑  Helgason, Guðmundur. . German and Austrian U-boats of World War I - Kaiserliche Marine - Uboat.net.   [2009-02-20].
10. 1 2  Helgason, Guðmundur. . German and Austrian U-boats of World War I - Kaiserliche Marine - Uboat.net.   [2015-02-09].
11. ↑  Helgason, Guðmundur. . German and Austrian U-boats of World War I - Kaiserliche Marine - Uboat.net.   [2022-07-28].
12. ↑  Helgason, Guðmundur. . German and Austrian U-boats of World War I - Kaiserliche Marine - Uboat.net.   [2022-07-28].
13. ↑  Gibson & Prendergast，第135頁.
14. ↑  Crăciunoiu，第24頁.